# Néstor Gordillo
Néstor Jesús Gordillo Benítez (n. Las Palmas de Gran Canaria, 22 de agosto de 1989) más conocido como Néstor Gordillo es un futbolista español que juega en la demarcación de centrocampista para el KKS 1925 Kalisz de la Liga 2 de Polonia.

## Trayectoria
Nacido en Las Palmas  de Gran Canaria, Gordillo terminó su etapa de juvenil en la estructura del C. D. Tenerife. Después de debutar con el CD Tenerife C en 2008, pasó a representar clubes de la Tercera División como C. D. Tenerife B, A. D. Huracán, C. D. Azuqueca, U. D. Las Palmas "C", Las Palmas Atlético y U. D. Vecindario.
El 31 de enero de 2014, Gordillo firmó un contrato con el C. D. Guijuelo de la Segunda División B. El 23 de marzo de 2014, marcó su primer gol para el club en una victoria por 3-1 sobre la S. D. Noja. 
El 28 de enero de 2015, regresó a la Las Palmas Atlético cedido hasta el final de la temporada, para intentar sacar al equipo de los últimos puestos de la Segunda División B. Tras disputar el play-out en una eliminatoria frente al F. C. Cartagena, el filial canario bajaría a Tercera División.
En verano de 2015, volvería a C. D. Guijuelo con el que jugaría durante la primera vuelta de la competición.
El 4 de enero de 2016, Gordillo firmaría por el Club Atlético de Madrid "B" de Tercera División para intentar devolverlo a la Segunda División B.
En el verano de 2016, un problema de visa le impidió firmar para el club ATK de la Superliga india. El 19 de julio de 2016 volvió a firmar un contrato con el C. D. Guijuelo por una temporada.
El 1 de septiembre de 2017, tras acabar su contrato con el conjunto salmantino, se cambiaría de grupo para firma por la U. E. Cornellà del Grupo III de la Segunda División B.
El 13 de junio de 2018, Gordillo se marcharía al extranjero por primera vez en su carrera y firmaría con el club indio del Chennai City Football Club de la I-League. El 26 de octubre de 2018, hizo su debut en un triunfo por 4-1 sobre Indian Arrows. El 1 de noviembre de 2018, marcó su primer gol para el club en un empate 2-2 contra Churchill Brothers. 
El 1 de octubre de 2019, firmaría un contrato con el Hyderabad F. C. de la Superliga de India.
El 31 de enero de 2021, firma un contrato de 6 meses por el KKS 1925 Kalisz de la Liga 2 de Polonia.
El 2 de julio de 2021, firma por el Arka Gdynia de la Liga 2 de Polonia.
El 5 de enero de 2022, regresa al KKS 1925 Kalisz de la Liga 2 de Polonia.

## Clubes
| Club                                | País    | Año             |
| ----------------------------------- | ------- | --------------- |
| Club Deportivo Tenerife "B"         | España  | 2008-2009       |
| A. D. Huracán                       | España  | 2009-2011       |
| Club Deportivo Azuqueca             | España  | 2011            |
| Unión Deportiva Las Palmas Atlético | España  | 2011-2013       |
| Unión Deportiva Vecindario          | España  | 2013-2014       |
| C. D. Guijuelo                      | España  | 2014-2015       |
| Unión Deportiva Las Palmas Atlético | España  | 2015            |
| C. D. Guijuelo                      | España  | 2015-2016       |
| Club Atlético de Madrid "B"         | España  | 2016            |
| C. D. Guijuelo                      | España  | 2016-2017       |
| U. E. Cornellà                      | España  | 2017-2018       |
| Chennai City Football Club          | India   | 2018-2019       |
| Hyderabad F. C.                     | India   | 2019-2021       |
| KKS 1925 Kalisz                     | Polonia | 2021            |
| Arka Gdynia                         | Polonia | 2021            |
| KKS 1925 Kalisz                     | Polonia | 2022-Actualidad |

## Palmarés

### Campeonatos nacionales
| Título   | Club         | País  | Año  |
| -------- | ------------ | ----- | ---- |
| I-League | Chennai City | India | 2019 |